# 지터세포
지터세포(영어: gitter cells)은 변성된 미엘린으로 가득한 중추 신경계의 미세아교세포 포식 세포이다. 이 세포는 기포가 있고 줄어든 핵을 가진 구형의 세포이다. 또한, compound granular corpuscles, scavenger cells, Hortega cells, fat-granule cell로 불린다.